# Jayde Julius
Pour les articles homonymes, voir Julius.
Jayde Julius (né le 27 août 1993 à Bellville) est un coureur cycliste sud-africain.

## Palmarès
- 2011
  - 2e de Remouchamps-Ferrières-Remouchamps
- 2014
  - Lost City Classic
  - Dome 2 Dome Roadrace
- 2015
  -  Champion d'Afrique sur route espoirs
  -  Champion d'Afrique du Sud sur route espoirs
  - 3e du championnat d'Afrique du Sud sur route
  - 7e du championnat d'Afrique sur route
- 2017
  - 3e étape du Tour de Windhoek
  - 2e étape du Jock Tour
  - 2e du Jock Tour
  - 3e du Tour de Windhoek
- 2018
  - Wilro Lions Cycle Challenge
  - 2e du Mpumalanga Tour
  - 2e du Tour de Limpopo
  - 2e du 100 Cycle Challenge
- 2019
  -  Médaillé d'or du contre-la-montre par équipes aux Jeux africains[n 2]
  - 100 Cycle Challenge
  - Challenge du Prince - Trophée princier
- 2020
  - 3e du championnat d'Afrique du Sud sur route
- 2021
  - 3e du Mpumalanga Tour

## Classements mondiaux
| Année           | 2015 | 2016 | 2017 | 2018 |
| --------------- | ---- | ---- | ---- | ---- |
| UCI Africa Tour | 64e  | 105e |      | 29e  |